# 董遵誨
董遵诲（926年—981年），五代、北宋涿州范阳（今河北涿州市）人。高怀德外甥，父名董宗本，曾仕后汉为随州刺史。

## 生平
董遵诲武艺绝人，能挽强弓命中。燕云十六州被割让后归于辽朝，董遵诲跟随父亲从契丹投奔后汉刘知远。董宗本为随州刺史，董遵誨为随州牙校。赵匡胤曾经投奔董宗本，董遵誨一丈父亲的势力，赵匡胤对他多有躲避。
后周时，显德元年（954年），周世宗北征，董遵誨跟随舅舅高怀德出战。高怀德軍至高平，遭遇北漢軍，董遵誨率奇兵先攻北漢军陣。高怀德率领大军继进，北漢軍混乱敗走。显德二年（955年），跟随韓通攻打后蜀占据的秦州、鳳州，在唐倉交战，擒获後蜀招討使王鸞，攻克秦州、鳳州。凱旋，以功补东西班押班，升任骁武軍指挥使。显德四年（957年）世宗攻打南唐，他参与攻打合肥。显德六年（959年），跟随韓通平定雄州、霸州。
宋太祖建隆元年（960年）、李筠在泽州、潞州反宋，他跟随慕容延钊讨李筠，转任马军都军头。留下镇守。建隆三年（962年），再迁为散員都虞候。乾德六年（968年）党项雄踞西北边，授通遠軍使，召诸部酋长，晓谕朝廷威德，用羊、酒宴赏，众人悦服。数月后，党项来扰边，董遵诲率兵深入其境，将其击走，大有俘斩，获羊马数万。升任羅州刺史，通遠軍使如故。開宝九年（976年）宋太宗即位，董遵诲兼领灵州路巡检。太平兴国六年（981年）去世，享年五十六岁。录其子董嗣宗、董嗣荣为殿直。

## 家庭
- 父亲：董宗本
- 母亲：□氏
- 妻子：□氏
- 长子：董嗣宗，儿媳：□氏
- 次子：董嗣荣，儿媳：□氏